# Homopus
Homopus és un gènere de petites tortugues terrestres de la família Testudinidae. Com a grup, són comunament conegudes com les "tortugues del Cap" o "padlopers" (que significa "el camí que caminen" en afrikaans), i són les tortugues més petites del món.
El gènere és natiu i endèmic del sud de l'Àfrica, amb quatre espècies de Sud-àfrica i una de Namíbia. Es veuen amenaçades pel trànsit de les carreteres, el sobrepasturatge i la caça furtiva pel comerç de mascotes (les espècies del gènere Homopus generalment no sobreviuen bé en captivitat). Una altra amenaça prové de les espècies introduïdes, com gossos i porcs domèstics.

## Taxonomia
El gènere Homopus inclou 2 espècies:
- Homopus areolatus - tortuga areolada
- Homopus femoralis - tortuga femoral